# Gentian Selmani
Gentian Selmani (Kruja, 9 marzo 1998) è un calciatore albanese, portiere svincolato.

## Biografia
Ha anche due fratelli più piccoli, Adolf e Jurgen, anche loro calciatori.

## Carriera

### Club
Il 9 agosto 2015 viene acquistato a titolo definitivo dalla squadra albanese del Laçi.

### Nazionale
Debutta con la maglia della nazionale albanese Under-21 il 12 giugno 2017 nella partita valida per le qualificazioni all'Europeo 2019, pareggiata per 0 a 0 contro l'Estonia Under-21.
Il 21 maggio 2018 riceve la sua prima convocazione dalla nazionale albanese per la partita amichevole contro l'Ucraina del 2 giugno 2018.
Il 5 giugno 2021 debutta nella partita amichevole contro il Galles, scendendo in campo da titolare, partita poi terminata sullo 0-0.

## Statistiche

### Presenze e reti nei club
Statistiche aggiornate all'11 dicembre 2021.
| Stagione                    | Squadra                     | Campionato                  | Campionato | Campionato | Coppe nazionali | Coppe nazionali | Coppe nazionali | Coppe continentali | Coppe continentali | Coppe continentali | Altre coppe | Altre coppe | Altre coppe | Totale | Totale  |
| Stagione                    | Squadra                     | Comp                        | Pres       | Reti       | Comp            | Pres            | Reti            | Comp               | Pres               | Reti               | Comp        | Pres        | Reti        | Pres   | Reti    |
| --------------------------- | --------------------------- | --------------------------- | ---------- | ---------- | --------------- | --------------- | --------------- | ------------------ | ------------------ | ------------------ | ----------- | ----------- | ----------- | ------ | ------- |
| gen.-giu. 2015              | Kastrioti                   | KP                          | 14         | -22        | CA              | 0               | 0               | -                  | -                  | -                  | -           | -           | -           | 14     | -22     |
| 2015-2016                   | Laçi                        | KS                          | 19         | -26        | CA              | 7               | -6              | UEL                | -                  | -                  | SA          | 1           | -2          | 27     | -34     |
| 2016-2017                   | Laçi                        | KS                          | 33         | -31        | CA              | 3               | -2              | -                  | -                  | -                  | -           | -           | -           | 36     | -33     |
| 2017-2018                   | Laçi                        | KS                          | 31         | -30        | CA              | 5               | -3              | -                  | -                  | -                  | -           | -           | -           | 36     | -33     |
| 2018-2019                   | Laçi                        | KS                          | 35         | -30; 1     | CA              | 3               | -3              | UEL                | 4                  | -7                 | SA          | 1           | -3          | 43     | -43; 1  |
| lug. 2019                   | Laçi                        | KS                          | 0          | 0          | CA              | 0               | 0               | UEL                | 2                  | -2                 | -           | -           | -           | 2      | -2      |
| Totale Laçi                 | Totale Laçi                 | Totale Laçi                 | 118        | -117; 1    |                 | 18              | -14             |                    | 6                  | -9                 |             | 2           | -5          | 144    | -145; 1 |
| 2019-2020                   | Menemen                     | 1L                          | 32         | -43        | CT              | 1               | -1              | -                  | -                  | -                  | -           | -           | -           | 33     | -44     |
| 2020-gen. 2021              | Menemen                     | 1L                          | 18         | -28        | CT              | 0               | 0               | -                  | -                  | -                  | -           | -           | -           | 18     | -28     |
| Totale Menemen Belediyespor | Totale Menemen Belediyespor | Totale Menemen Belediyespor | 50         | -71        |                 | 1               | -1              |                    | -                  | -                  |             | -           | -           | 51     | -72     |
| gen.-giu. 2021              | Boluspor                    | 1L                          | 16         | -19        | CT              | 0               | 0               | -                  | -                  | -                  | -           | -           | -           | 16     | -19     |
| 2021-2022                   | Boluspor                    | 1L                          | 15         | -16        | CT              | 0               | 0               | -                  | -                  | -                  | -           | -           | -           | 15     | -16     |
| Totale Boluspor             | Totale Boluspor             | Totale Boluspor             | 31         | -35        |                 | 0               | 0               |                    | -                  | -                  |             | -           | -           | 31     | -35     |
| Totale carriera             | Totale carriera             | Totale carriera             | 213        | -245; 1    |                 | 19              | -15             |                    | 6                  | -9                 |             | 2           | -5          | 240    | -274; 1 |

### Cronologia presenze e reti in nazionale
| Cronologia completa delle presenze e delle reti in nazionale ― Albania | Cronologia completa delle presenze e delle reti in nazionale ― Albania | Cronologia completa delle presenze e delle reti in nazionale ― Albania | Cronologia completa delle presenze e delle reti in nazionale ― Albania | Cronologia completa delle presenze e delle reti in nazionale ― Albania | Cronologia completa delle presenze e delle reti in nazionale ― Albania | Cronologia completa delle presenze e delle reti in nazionale ― Albania | Cronologia completa delle presenze e delle reti in nazionale ― Albania |
| Data                                                                   | Città                                                                  | In casa                                                                | Risultato                                                              | Ospiti                                                                 | Competizione                                                           | Reti                                                                   | Note                                                                   |
| ---------------------------------------------------------------------- | ---------------------------------------------------------------------- | ---------------------------------------------------------------------- | ---------------------------------------------------------------------- | ---------------------------------------------------------------------- | ---------------------------------------------------------------------- | ---------------------------------------------------------------------- | ---------------------------------------------------------------------- |
| 5-6-2021                                                               | Cardiff                                                                | Galles                                                                 | 0 – 0                                                                  | Albania                                                                | Amichevole                                                             | -                                                                      |                                                                        |
| 8-6-2021                                                               | Praga                                                                  | Rep. Ceca                                                              | 3 – 1                                                                  | Albania                                                                | Amichevole                                                             | -3                                                                     |                                                                        |
| 13-6-2022                                                              | Tirana                                                                 | Albania                                                                | 0 – 0                                                                  | Estonia                                                                | Amichevole                                                             | -                                                                      | 46’                                                                    |
| 26-10-2022                                                             | Abu Dhabi                                                              | Arabia Saudita                                                         | 1 – 1                                                                  | Albania                                                                | Amichevole                                                             | -                                                                      | 46’                                                                    |
| Totale                                                                 |                                                                        | Presenze                                                               | 4                                                                      |                                                                        | Reti                                                                   | -3                                                                     |                                                                        |

| Cronologia completa delle presenze e delle reti in nazionale ― Albania under 21 | Cronologia completa delle presenze e delle reti in nazionale ― Albania under 21 | Cronologia completa delle presenze e delle reti in nazionale ― Albania under 21 | Cronologia completa delle presenze e delle reti in nazionale ― Albania under 21 | Cronologia completa delle presenze e delle reti in nazionale ― Albania under 21 | Cronologia completa delle presenze e delle reti in nazionale ― Albania under 21 | Cronologia completa delle presenze e delle reti in nazionale ― Albania under 21 | Cronologia completa delle presenze e delle reti in nazionale ― Albania under 21 |
| Data                                                                            | Città                                                                           | In casa                                                                         | Risultato                                                                       | Ospiti                                                                          | Competizione                                                                    | Reti                                                                            | Note                                                                            |
| ------------------------------------------------------------------------------- | ------------------------------------------------------------------------------- | ------------------------------------------------------------------------------- | ------------------------------------------------------------------------------- | ------------------------------------------------------------------------------- | ------------------------------------------------------------------------------- | ------------------------------------------------------------------------------- | ------------------------------------------------------------------------------- |
| 25-3-2017                                                                       | Elbasan                                                                         | Albania under 21                                                                | 0 – 0                                                                           | Moldavia under 21                                                               | Amichevole                                                                      | -                                                                               |                                                                                 |
| 5-6-2017                                                                        | Tirana                                                                          | Albania under 21                                                                | 0 – 3                                                                           | Francia under 21                                                                | Amichevole                                                                      | -3                                                                              | 69’                                                                             |
| 12-6-2017                                                                       | Elbasan                                                                         | Albania under 21                                                                | 0 – 0                                                                           | Estonia under 21                                                                | Qual. Europeo Under-21 2019                                                     | -                                                                               |                                                                                 |
| 31-8-2017                                                                       | Lurgan                                                                          | Irlanda del Nord under 21                                                       | 1 – 0                                                                           | Albania under 21                                                                | Qual. Europeo Under-21 2019                                                     | -1                                                                              |                                                                                 |
| 4-9-2017                                                                        | Reykjavík                                                                       | Islanda under 21                                                                | 2 – 3                                                                           | Albania under 21                                                                | Qual. Europeo Under-21 2019                                                     | -2                                                                              |                                                                                 |
| 10-10-2017                                                                      | Elbasan                                                                         | Albania under 21                                                                | 0 – 0                                                                           | Islanda under 21                                                                | Qual. Europeo Under-21 2019                                                     | -                                                                               |                                                                                 |
| 10-11-2017                                                                      | Tirana                                                                          | Albania under 21                                                                | 1 – 1                                                                           | Irlanda del Nord under 21                                                       | Qual. Europeo Under-21 2019                                                     | -1                                                                              |                                                                                 |
| 28-5-2018                                                                       | Elbasan                                                                         | Albania under 21                                                                | 0 – 2                                                                           | Bosnia ed Erzegovina under 21                                                   | Amichevole                                                                      | -2                                                                              |                                                                                 |
| 8-6-2018                                                                        | Elbasan                                                                         | Albania under 21                                                                | 1 – 1                                                                           | Bielorussia under 21                                                            | Amichevole                                                                      | 1; -1                                                                           |                                                                                 |
| 6-9-2018                                                                        | Cordova                                                                         | Spagna under 21                                                                 | 3 – 0                                                                           | Albania under 21                                                                | Qual. Europeo Under-21 2019                                                     | -3                                                                              |                                                                                 |
| 11-9-2018                                                                       | Cagliari                                                                        | Italia under 21                                                                 | 3 – 1                                                                           | Albania under 21                                                                | Amichevole                                                                      | -3                                                                              |                                                                                 |
| 5-9-2019                                                                        | Amiens                                                                          | Francia under 21                                                                | 4 – 0                                                                           | Albania under 21                                                                | Amichevole                                                                      | -4                                                                              | cap.                                                                            |
| 9-9-2019                                                                        | Durazzo                                                                         | Albania under 21                                                                | 0 – 4                                                                           | Austria under 21                                                                | Qual. Europeo Under-21 2021                                                     | -4                                                                              | cap.                                                                            |
| 15-10-2019                                                                      | Elbasan                                                                         | Albania under 21                                                                | 2 – 1                                                                           | Kosovo under 21                                                                 | Qual. Europeo Under-21 2021                                                     | -1                                                                              |                                                                                 |
| Totale                                                                          |                                                                                 | Presenze                                                                        | 14                                                                              |                                                                                 | Reti                                                                            | -25; 1                                                                          |                                                                                 |

## Palmarès

### Club

#### Competizioni nazionali
- Supercoppa d'Albania: 1

Laçi: 2015